# Невадський випробувальний полігон

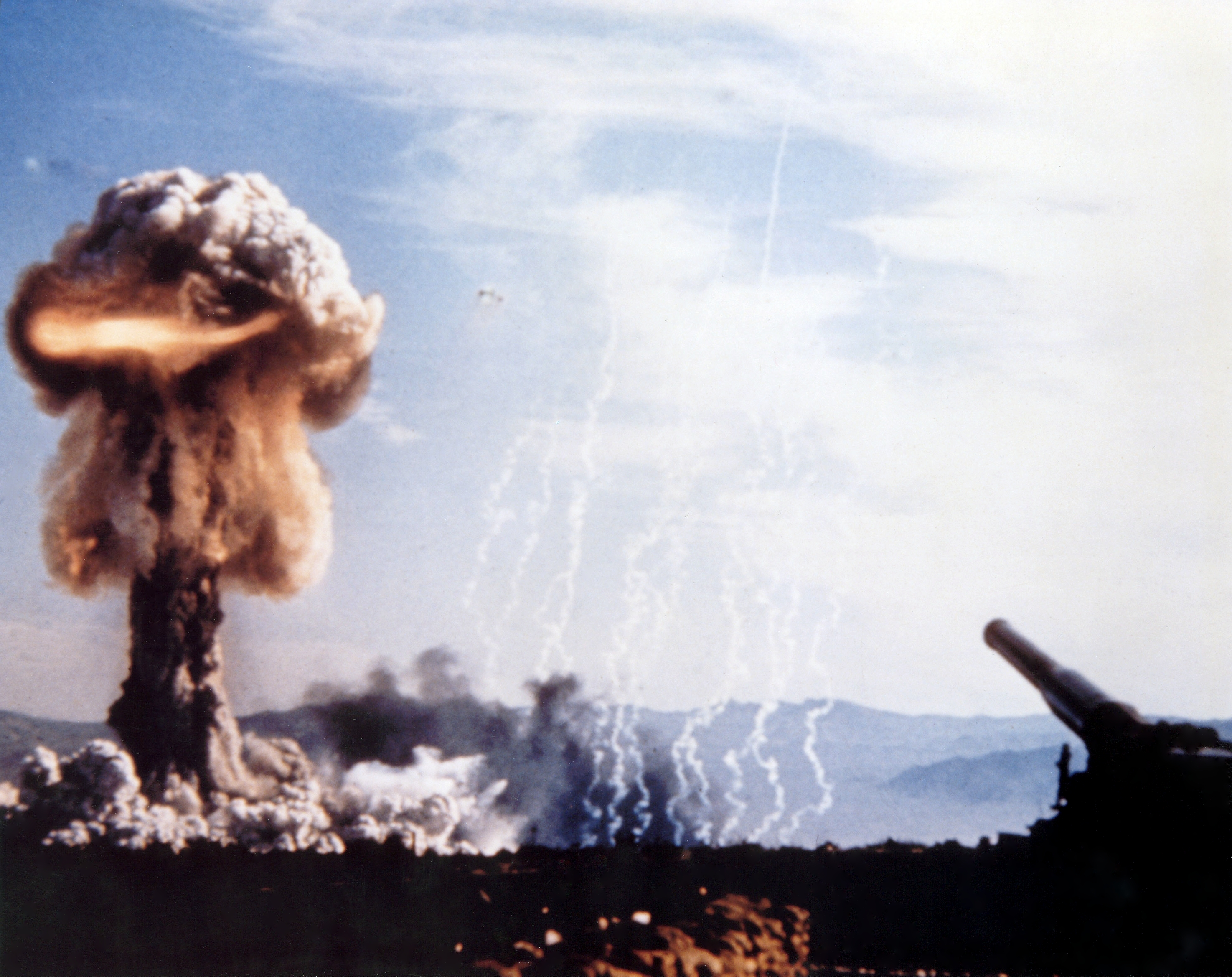
Ядерний вибух Grable, запущений артилерійською установкою: 280-мм атомною гарматою, видимої на кадрі.

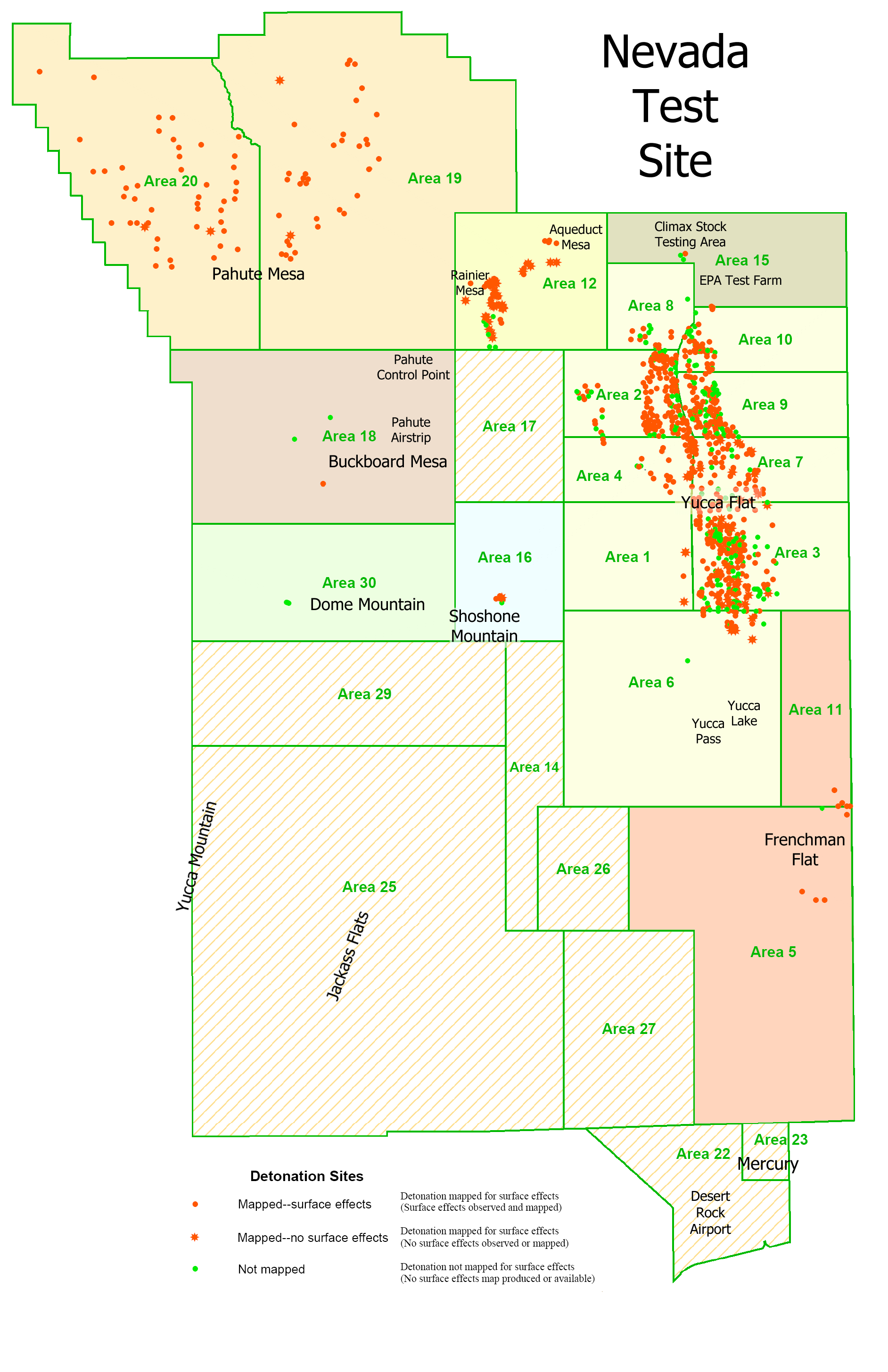
Ядерні вибухи в різних частинах ядерного полігону в Неваді

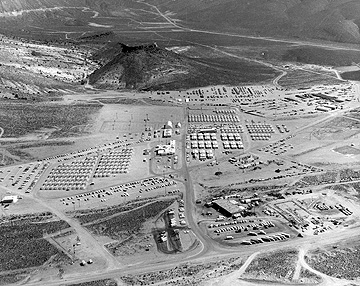
Побудоване містечко на ядерному полігоні в Неваді

Невадський випробувальний полігон (англ. Nevada Test Site) — один з найбільших ядерних полігонів США, що існує з 1951 року. Раніше називався «Nevada Proving Ground». Територія полігону близько 3500 км², на ньому було здійснено 928 ядерних вибухів. Найперший вибух потужністю в 1 кілотонну був проведений 27 січня 1951 року.

## Географічні дані
Полігон розташований у США на півдні штату Невада в окрузі Най, за 105 км на північний захід від Лас-Вегаса.
Полігон займає 3500 км². Його територія розділена на 28 частин, на яких розташовані 1000 будівель, 2 злітно-посадкові смуги, 10 вертолітних майданчиків.

## Історія полігону
Перший ядерний вибух на цьому полігоні було проведено 27 січня 1951 року. Потужність бомби склала 1 кілотонну. Створення полігону було частиною атомного проекту і вибір був зроблений, як виявилося згодом, досить вдало — рельєф місцевості дозволив проводити підземні ядерні вибухи і в штольнях, і в свердловинах.

## 1951—1992
З 1951 по 1992 роки на полігоні було випробувано 928 зарядів, 828 з яких підземні. В інших місцях США підірвали всього 126 ядерних зарядів.
25 травня 1953 року на ядерному полігоні в Неваді в рамках операції Upshot-Khothole був проведений перший в історії постріл артилерійським ядерним снарядом Grable. Радіоактивну хмару від пострілу («ядерний гриб») було видно навіть в Лос-Анджелесі.
У 1960-х грибоподібні хмари від вибухів було видно за 160 км у будь-якому напрямку, включаючи Лас-Вегас, куди люди приїжджали як туристи, щоб подивитися на них. Ядерні опади випадали в основному на місто Сент-Джордж у штаті Юта.
17 липня 1962 року, вибух «Little Feller I» операції Sunbeam став останнім вибухом в атмосфері на ядерному полігоні в Неваді.
Підземні випробування тривали аж до 23 вересня 1992 року; вибухи, що не досягають критичної маси, тривають і донині.

## 1992—2007
Планувався звичайний неядерний вибух дуже потужної 1100-тонної бомби в 2006 році, проте в 2007 році офіційно скасували цей проект.

## Сучасний стан
В даний час ядерні вибухи на полігоні не проводяться.
Адміністрація ядерного полігону в Неваді щомісяця влаштовує тури по території, черга на які розписана на місяці вперед. Відвідувачам не дозволяють брати камери, біноклі, мобільні телефони та іншу техніку, а також забороняють брати камені з полігону на пам'ять.

## Дослідження виживання
На полігоні відтворені будівлі, типові для європейських і американських міст, розташована різна техніка і транспортні засоби, фортифікаційні споруди як NATO так Варшавського договору. Всі ці об'єкти перебували на різних відстанях і під різними кутами до точки вибуху.
Високошвидкісні камери, що знаходяться в захищених місцях, фіксували всі ефекти від вибухових хвиль, радіації, температури та інших наслідків ядерних вибухів.

## Випробувальні серії ядерних вибухів на ядерному полігоні в Неваді
| - Операція Ranger — 1951 - Операція «Buster-Jangle» — 1951 - Операція Tumbler-Snapper — 1952 - Операція Upshot-Knothole — 1953 - Операція Teapot — 1955 - Проект 56 — 1955 - Операція Plumbbob — 1957 - Проект 57, 58, 58A — 1957—1958 - Операція Hardtack II — 1958 - Операція Nougat — 1961—1962 - Операція «Плаушер» — 1961—1973 (розрізнені вибухи, як мінімум по одному разу в рік) - Операція Sunbeam — 1962 - Операція Dominic II — 1962—1963 - Операція Storax — 1963 - Операція Niblick — 1963—1964 - Операція Точильний Камінь — 1964—1965 - Операція Flintlock — 1965—1966 - Операція Latchkey — 1966—1967 - Операція Crosstie — 1967—1968 - Операція Bowline — 1968—1969 - Операція Mandrel — 1969—1970 - Операція Emery — 1970 | - Операція Grommet — 1971—1972 - Операція Toggle — 1972—1973 - Операція Arbor — 1973—1974 - Операція Bedrock — 1974—1975 - Операція Anvil — 1975—1976 - Операція Fulcrum — 1976—1977 - Операція Cresset — 1977—1978 - Операція Quicksilver — 1978—1979 - Операція Tinderbox — 1979—1980 - Операція Guardian — 1980—1981 - Операція Praetorian — 1981—1982 - Операція Phalanx — 1982—1983 - Операція Fusileer — 1983—1984 - Операція Grenadier — 1984—1985 - Операція Charioteer — 1985—1986 - Операція Musketeer — 1986—1987 - Операція Touchstone — 1987—1988 - Операція Cornerstone — 1988—1989 - Операція Aqueduct — 1989—1990 - Операція Sculpin — 1990—1991 - Операція Julin — 1991—1992 |

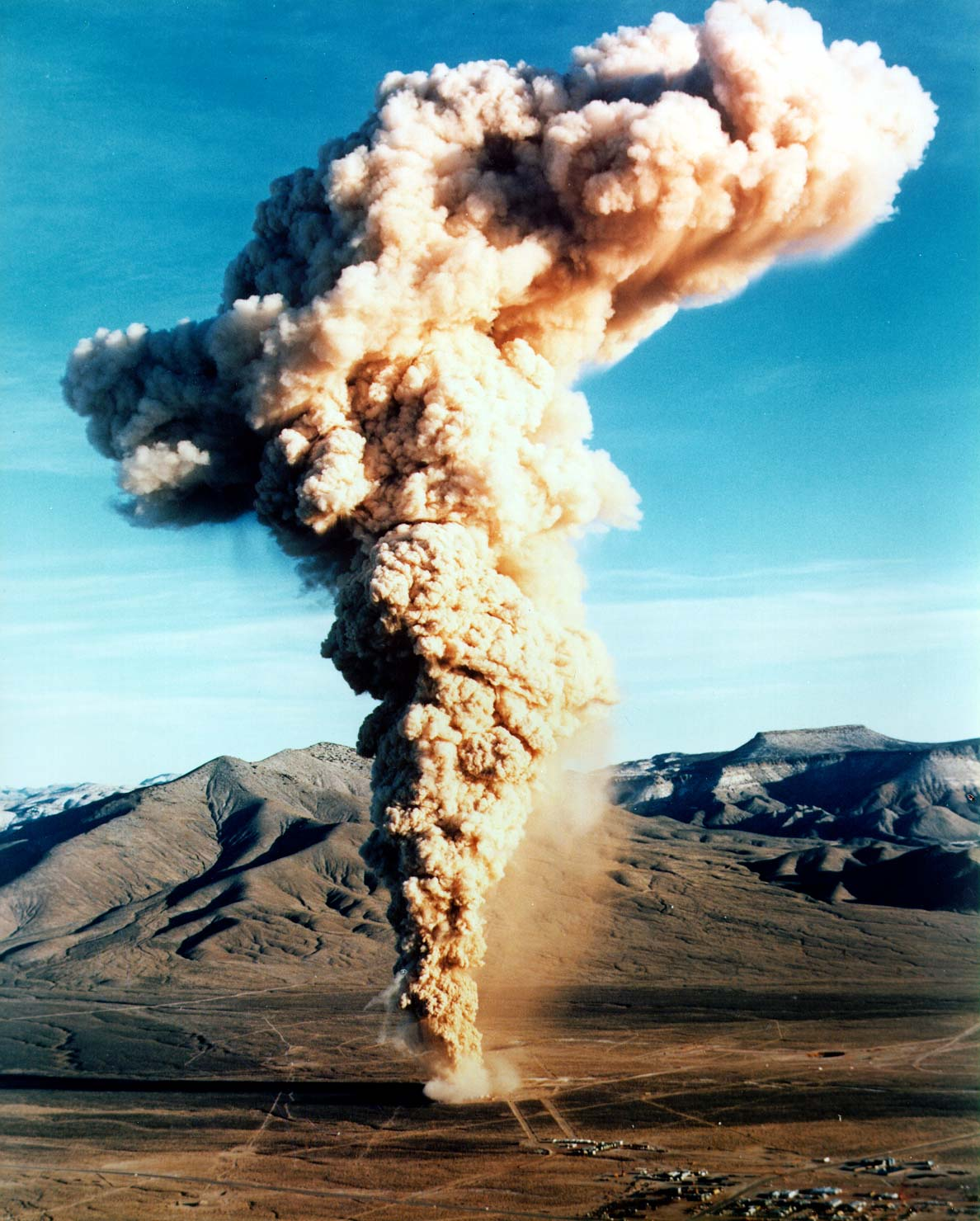
Випадковий викид радіоактивних матеріалів при підземному вибуху заряду Baneberry в 1970 році.